# Ayacucho (Cesar)
Ayacucho es un centro poblado del municipio de La Gloria en el departamento del Cesar. Cuenta con una población de 1500 habitantes. En este centro poblado se encuentra una importante estación de la empresa Ecopetrol.

## Localización y accesos
Se encuentra cerca al cruce del centro poblado La Mata, esta última lo conecta a la cabecera municipal. Por consiguiente, Ayacucho es un punto de acceso del municipio de El Carmen (Norte de Santander) con la Ruta del Sol.